# Advance Wars
Advance Wars es un videojuego de estrategia por turnos para Game Boy Advance, continuación de los serie de juegos Nintendo Wars aparecidos en anteriores sistemas Nintendo, tales como Famicom Wars, Super Famicom Wars y Game Boy Wars. Originalmente iba a salir a Norteamérica el 10 de septiembre de 2001, pero fue retirada de las tiendas después debido al atentado del 11 de septiembre de ese año. Solo se lanzó en Europa el 2002 y en Japón el mismo año como un compilado llamado Game Boy Wars Advance 1+2, que incluye su secuela Advance Wars 2: Black Hole Rising, dicho juego salió el 2003 para el resto de las regiones.
Posterior a la secuela, dos títulos más de la serie Advance Wars han salido para Nintendo DS: Advance Wars: Dual Strike y Advance Wars: Dark Conflict. El 3 de marzo de 2014 hizo su debut en la Consola Virtual de Wii U inaugurando junto con Metroid Fusion y Mario & Luigi: Superstar Saga la capacidad de la consola virtual de ejecutar juegos de Game Boy Advance.

## Desarrollo
El jugador y su oponente mueven sus tropas y atacan por turnos. Se obtiene la victoria eliminando las fuerzas oponentes o capturando su cuartel general (CG).
Cada ejército puede contar con un total de 50 tropas, cada una de las cuales puede realizar una acción por turno. Las unidades se clasifican como terrestres, aéreas o navales, dependiendo de dónde se muevan. Para crear más tropas, el jugador debe pagar con dinero obtenido al capturar ciudades; puede crear unidades terrestres en cuarteles, navales en puertos y aéreas en aeropuertos. Estas estructuras pueden también reparar unidades dañadas.
Adicionalmente, las unidades pueden clasificarse como de combate directo, combate indirecto, infantería y transporte. Las unidades aéreas y navales requieren una cierta cantidad de combustible por turno para moverse. Si se quedan sin combustible, se estrellan/hunden, perdiéndose. Las unidades de infantería pueden capturar edificios. las de transporte pueden llevar otras unidades, y generalmente suministrar combustible y munición. Las unidades indirectas pueden atacar a distancia, evitando los contraataques, pero no pueden moverse y disparar en el mismo turno. Cada unidad tiene distintos puntos fuertes y débiles respecto a otras, haciendo crucial la confección del propio ejército para enfrentarse al oponente.
Al inicio de cada batalla, cada jugador elige un Oficial Jefe, u OJ, que representa a su ejército. Cada OJ tiene sus propias habilidades y debilidades que se aplican a todas las unidades bajo su mando. Además, cada OJ cuenta con un poder único que puede usarse una vez cargado, concediéndole temporalmente una ventaja adicional o infringiendo daño al enemigo.

## Países
Existen cuatro países en el juego: Orange Star, Blue Moon, Yellow Comet y Green Earth. Orange Star y Blue Moon residen en el continente noroccidental, Green Earth en el continente sur y Yellow Comet en un archipiélago al este. Cada país cuenta con dos OJ, excepto Orange Star que tiene 4 y Black Hole, que tiene 1.

## Jefes oficiales
En Advance Wars existen un total de 11 jefes oficiales.

### Jefes oficiales de Orange Star
| OJ   | Habilidad | Debilidad                                                                               | Poder especial |
| Andy | Ninguna. Sin embargo, Andy tampoco posee ninguna debilidad. | Ninguna. Sin embargo, Andy tampoco posee ninguna habilidad.                             | Mega Reparación: Todas las unidades de Andy ganan 2 PV (no pueden pasar de 10)                                                                           |
| Max  | Unidades de combate directo potentes. (150% potencia de ataque) | Unidades de combate indirecto débiles. (90% potencia de ataque y defensa, -1 distancia) | Max Fuerza: Incrementa el ataque y capacidad de movimiento de las unidades de ataque directo. (187% potencia, +1 movimiento)                             |
| Sami | Infantería fuerte (120% potencia de ataque, 110% defensa) y unidades de transporte veloces (+1 movimiento). La infantería captura edificios un 50% más rápido que la infantería normal. | Combate directo débil. (90% potencia de ataque)                                         | Super avance: Infantería, mecanizada y unidades de transporte ganan bonificaciones de ataque, defensa y movimiento, y no son afectadas por terreno malo. |
| Nell | Muy buena suerte (infligen mayor daño con frecuencia). | Ninguna.                                                                                | Estrella afortunada: Incrementa aún más la suerte de Nell.                                                                                               |

### Jefes oficiales de Blue Moon
| OJ   | Habilidad                                                      | Debilidad | Poder especial                                                                                 |
| Olaf | Sin penalización de movimiento en la nieve.                    | Penalizaciones durante lluvia son ligeramente más severas que las de los otros OJs; Son las mismas que los otros OJs experimentarían en la nieve. | Ventisca: Provoca una nevada, obstaculizando el movimiento enemigo.                            |
| Grit | Unidades de combate indirecto fuertes; +1 distancia de ataque. | Unidades de combate directo e infantería débiles (80% potencia de ataque)                                                                         | Emboscada: Incrementa la distancia de ataque indirecto en 2 y su potencia de ataque en un 65%. |

### Jefes oficiales de Green Earth
| OJ     | Habilidad | Debilidad                                              | Poder especial |
| Águila | Las unidades aéreas son un 15% más fuertes en ataque y un 10% en defensa; consumen 2 unidades menos de combustible por turno. | Las unidades navales son un 20% más débiles en ataque. | Ataque relámpago: Permite a todas las unidades que no sean de infantería actuar de nuevo en el mismo turno, pero reduce su ataque en un 20% y su defensa en un 30%. |
| Drake  | Las unidades navales cuentan con 2 estrellas de terreno más por defecto, lo cual es similar a tener un 20% más de defensa, pero funciona de forma diferente en algunos casos. Además, tienen 1 punto más de movimiento; el movimiento de las unidades no se ve afectado por la lluvia, que ocurre más frecuentemente con tiempo aleatorio. | Unidades aéreas 20% más débiles en ataque.             | Tsunami: Inflige 1 punto de daño a todas las unidades enemigas (si alguna unidad enemiga se encuentra en 1 PV, esta no es afectada).                                |

### Jefes oficiales de Yellow Comet
| OJ     | Habilidad                                                                            | Debilidad                                              | Poder especial |
| Kanbei | Unidades generalmente superiores + 20% más fuertes en atributos de ataque y defensa. | Unidades un 20% más caras.                             | Fuerza moral:Incrementa el ataque de todas las unidades hasta el 140% y la defensa al 130%.                                                                           |
| Sonja  | 1 punto más de visión en niebla de guerra. Los PV están ocultos al enemigo.          | Muy mala suerte (menor daño infligido con frecuencia). | Visión mejorada: Aumenta el rango de visión en los niveles de niebla en dos cuadros, y permite ver a través de bosques y arrecifes a pesar de no estar junto a ellos. |

### Jefes oficiales de Black Hole
| OJ                   | Habilidad | Debilidad | Poder especial |
| Sturm (Modo campaña) | Ataque fuerte (130% normal OJs). El coste de movimiento por unidad es 1 en cualquier terreno con tiempo normal. No afectado por la lluvia.  | Defensa débil (80% normal OJs).                                                                                | Ataque de meteoros: Lanza un meteoro que inflige 8 puntos de daño a cada unidad en un área (con forma de diamante) de 5 paneles de diámetro, e incrementa su potencia de ataque a 150%, y su defensa al 90%. Este ataque se dirige a las unidades enemigas más valiosas. |
| Sturm (Modo versus)  | Defensa fuerte (120% normal OJs). El coste de movimiento por unidad es 1 en cualquier terreno con tiempo normal. No afectado por la lluvia. | Ataque débil (80% normal OJs). Por algún motivo, El Sturm del modo Versus es casi opuesto al del modo campaña. | Meteor Strike: Lanza un meteoro que inflige 4 puntos de daño a cada unidad en un área (con forma de diamante) de 5 paneles de diámetro. Este ataque se dirige a las unidades enemigas más valiosas.                                                                      |

## Historia
Advance Wars comienza con la guerra entre Orange Star y Blue Moon. Como consejero táctico de Orange Star, el jugador sigue los combates durante el juego a través de 3 continentes. Al final, se descubre que el enigmático ejército de Black Hole, bajo el mando de Sturm, es el verdadero enemigo. Utilizando clones de los OJ, Sturm provocó la guerra entre los cuatro países para confundirlos, debilitarlos, y finalmente conquistarlos.

## Paralelismos en el mundo real
Los ejércitos de Advance Wars parecen tener propiedades (equipamiento, vehículos, apariencia del OJ, etc.) similares a las de ejércitos que existen o existieron en algún momento de la historia. Orange Star parece modelado a partir del ejército moderno de los Estados Unidos de América, se ve claramente en los cascos de los soldados y los vehículos. Blue Moon se asemeja a la Unión Soviética por el tipo de boinas que llevan los soldados, que se asemejan a las que usaban los soldados soviéticos en la Segunda Guerra Mundial, Yellow Comet recuerda al ejército japonés de la Segunda Guerra Mundial, y Green Earth surge a partir de la Alemania de la Segunda Guerra Mundial (los uniformes recuerdan a la Wehrmacht y a la excesiva militarización de los Oficiales Jefe).
Como anécdota, se especula que Orange Star no se llamó Red Star fuera del Japón para evitar referencias a la estrella roja utilizada frecuentemente como símbolo del comunismo.
Las unidades de Black Hole, sin embargo, son exactamente iguales a las de Orange Star, excepto por el color negro. Su OJ, Sturm, es de nacionalidad indeterminada, pues su identidad está totalmente oculta tras una máscara; a pesar de ello, aparece implícito en la secuela del juego que el ejército de Black Hole proviene de otro mundo (la apariencia de sus unidades está alterada en la secuela para reflejar esto).

## Versión de la Consola Virtual de Wii U
La versión de la consola virtual es idéntica al juego original de Game Boy Advance con la salvedad de no poder jugarse en modo multijugador. Esto es debido a la no inclusión de emulación de Cable Link de Game Boy Advance. Además, esta versión trae disponible el guardado y cargado de estado en cualquier instante a través del GamePad de Wii U y un pequeño filtro de suavizado de imagen aplicable desde las opciones de la pantalla táctil o pulsando el joystick derecho del GamePad de Wii U mientras se ejecuta el juego. 
Como todos los demás juegos de la Consola Virtual, los controles también se pueden redefinir para adaptarse al mando que se use en ese momento.

## Advance Wars 1+2: Re-Boot Camp
El 21 de abril de 2023, después de retrasar su lanzamiento previsto más de un año debido a la polémica de publicar un juego bélico recién iniciada la guerra entre Rusia y Ucrania, salió a la venta Advance Wars 1+2: Re-boot Camp para Nintendo Switch. Una remasterización de Advance Wars y Advance Wars 2: Black Hole Rising.